# موزه قدیم پترا

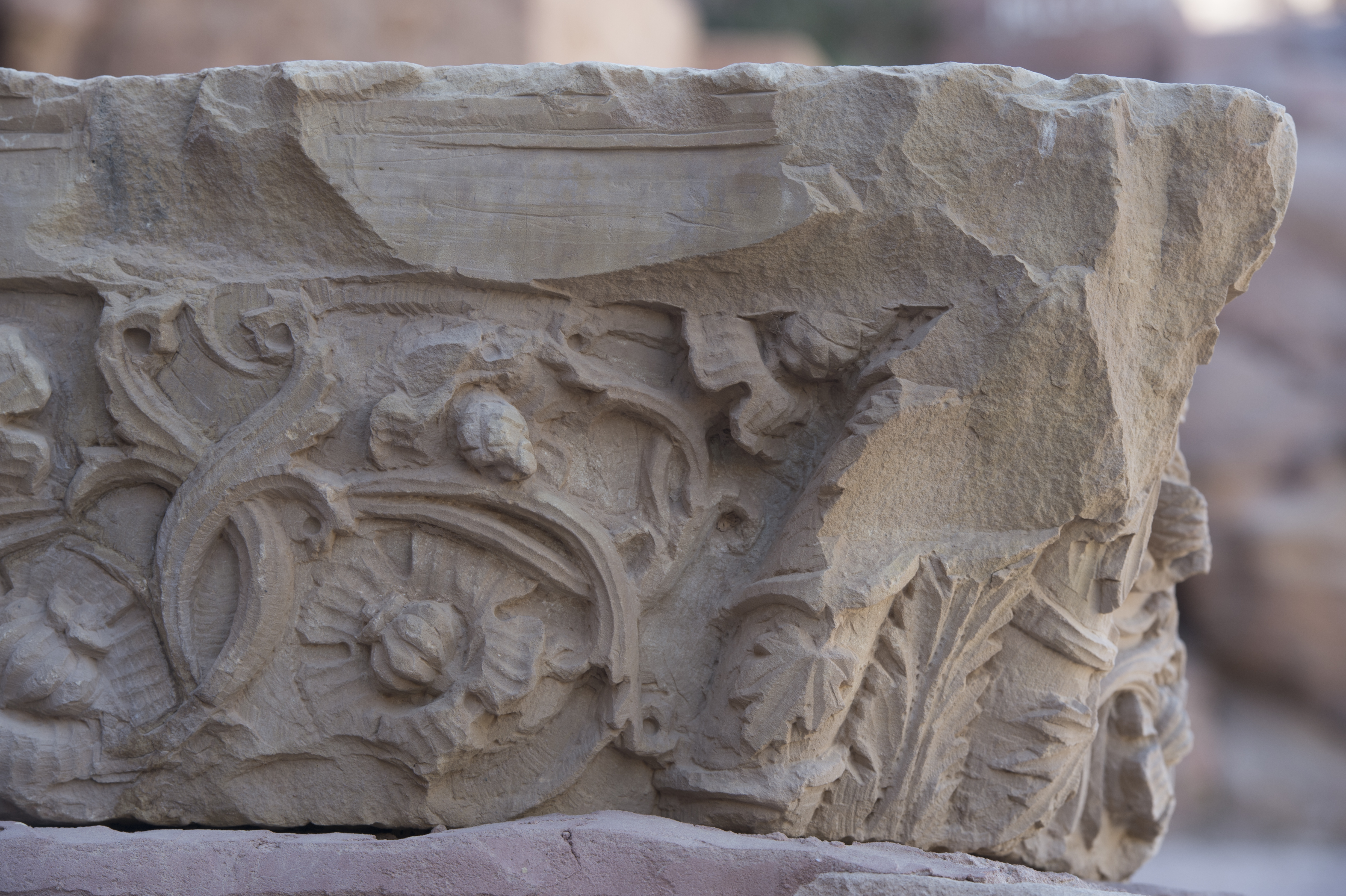
موزه قدیم پترا

موزه قدیم پترا (به انگلیسی: Old Petra Museum) در کشور اردن قرار دارد.

## تأسیس
این موزه باستانی در داخل یک سنگ طبیعی در یکی از غارهای نباته منتهی به قلعه الحبیس در پترا واقع شده‌است. این موزه که در سال ۱۹۶۳ میلادی تأسیس شده، از یک سالن اصلی و دو اتاق کناری تشکیل گردیده‌است. برای رفتن به این موزه بایستی از یک راه پله تراشیده شده سنگی بالا رفت، قبل از پله‌ها یک بنای سنگی از خدای نباتیان قدیم قرار دارد.

## غرفه‌های موزه
فضای داخلی شامل هفت طاق و گروهی از یافته‌های باستان‌شناسی می‌شود که مربوط به دوره‌های ناباتا ، روم و بیزانس می‌باشد که توسط کاوشگرهای خارجی و اردنی انجام شده و توسط اداره کل آثار باستانی در شهر پترا کشف شده‌است. این موزه به نمایش تزئینات معماری و مجسمه‌های سنگی اختصاص دارد. در حال حاضر اداره آثار باستانی پس از افتتاح موزه پترا نباتات، در حال سازماندهی مجدد نمایشگاه‌های این موزه است.